# Спагетти-вестерн

Афиша фильма «Хороший, плохой, злой»

Спаге́тти-ве́стерн (англ. Spaghetti Western, итал. Western all'italiana) — поджанр фильмов-вестернов, родившийся в Италии и особенно популярный в 1960-х и 1970-х годах. За это время в Италии было снято около 600 вестернов.

## Места съёмок
Большинство спагетти-вестернов, снятых в период между 1964 и 1978 годами, имело низкий бюджет и было снято в студиях Cinecittà и в различных местах на юге Италии и в Испании. Действие многих фильмов происходит в засушливых ландшафтах американского юго-запада и северной Мексики, поэтому местами съёмок чаще всего были пустыня Табернас и природный парк Кабо-де-Гата-Нихар (район вулканического происхождения, известный своими широкими песчаными пляжами), находящиеся в провинции Альмерия на юго-востоке Испании.
Некоторые декорации и студии, построенные для спагетти-вестернов, сохранились как тематические парки, а Техасский Голливуд, Мини-Голливуд и Западный Леоне по-прежнему используются в качестве съёмочных площадок.
Также съёмки проходили в некоторых местах центральной и южной Италии, например, в парке Валле-дель-Трейя (между Римом и Витербо), в районе Кампосекко (рядом с Камерата-Нуова, характеризующейся карстовой топографией), на холмах вокруг Кастеллуччо, в районе горы Гран Сассо, в карьерах Тиволи и на Сардинии. «Божье оружие» было снято в Израиле.

## Творчество Леоне
Наиболее знаменитым режиссёром спагетти-вестернов и одновременно создателем этого поджанра является Серджо Леоне. Первым фильмом этого поджанра считается его картина 1964 года «За пригоршню долларов». Фильм открыл эпоху популярности «спагетти-вестернов» и определил многие их характерные, а в некоторых случаях и обязательные черты. В частности, фильмы этого поджанра представляют собой скорее кинематографические притчи, нежели реалистические произведения. Подчёркнутая фантастическая меткость персонажей, перенос акцента с сюжетной логики на эффектный визуальный ряд, эпическая цельность характеров и другие моменты позволяют чётко отличить их от вестернов американского производства, которые воспринимались аудиторией как претендующие на реалистичность, в то время как у спагетти-вестернов такой претензии нет.
Интересно, что именно итальянский вестерн «Хороший, плохой, злой» считается по некоторым[чьим?] оценкам лучшим вестерном в истории кинематографа и входит в первую десятку в списке лучших фильмов по версии IMDb.

## Примечательные спагетти-вестерны
- «За пригоршню долларов» (1964)

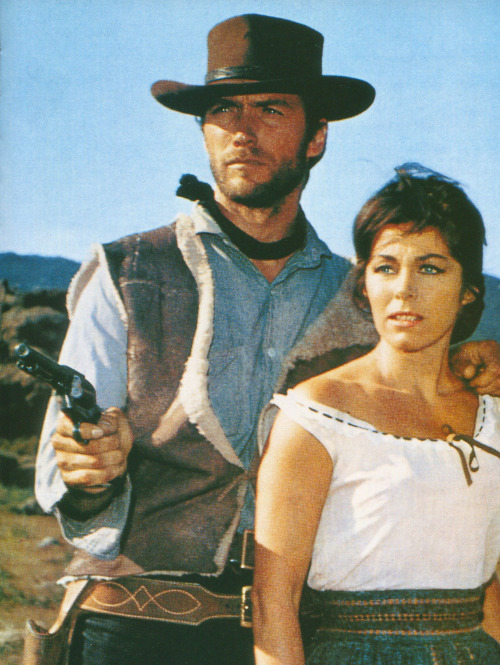
Клинт Иствуд и Марианна Кох в фильме «За пригоршню долларов»

- «На несколько долларов больше» (1965)
- «Хороший, плохой, злой» (1966)
- «Джанго» (1966)
- «Дни ярости» (1967)
- «Смерть верхом на лошади» (1967)
- «Сдавайся и расплатись» (1967)
- «Лицом к лицу» (1967)
- «Бог простит… Я — нет!» (1967)
- «Молчун» (1968)
- «Однажды на Диком Западе» (1968)
- «Меня зовут Троица» (1970)
- «За пригоршню динамита» (1971)
- «Меня зовут Никто» (1973)
- «Джанго освобождённый» (2012)